# Salman Al-Faraj
Salman Mohammed Mohammed Al-Faraj (en arabe : سلمان محمد محمد الفرج), né le 1er août 1989 à Médine, est un footballeur international saoudien, évoluant au poste de milieu de terrain au Neom SC.

## Biographie

### En club
Salman Al-Faraj commence sa carrière professionnelle en 2008 dans le championnat d’Arabie Saoudite avec Al-Hilal.

### En équipe nationale
Le 9 janvier 2013, il joue son premier match avec l'équipe d'Arabie saoudite, face au Yémen, en match amical.
Il participe à la Coupe du golfe 2014. Il participe également à la Coupe d’Asie 2015 avec l’équipe d’Arabie Saoudite. lors de la Coupe d’Asie 2019 au Émirats arabes unis. Il atteint les huitièmes de finale où il se fait éliminer 1-0 par le Japon.
Il participe également à la Coupe du monde 2018 en Russie avec l’équipe d’Arabie Saoudite.
Le 11 novembre 2022, il est sélectionné par Hervé Renard pour participer à la Coupe du monde 2022.

## Palmarès
- Champion d'Arabie saoudite en 2010, 2011 et 2017
- Vainqueur de la Coupe d'Arabie saoudite en 2009, 2010, 2011, 2012 et 2013